# سفارة ألمانيا في أذربيجان
سفارة ألمانيا في أذربيجان هي أرفع تمثيل دبلوماسي لدولة ألمانيا لدى أذربيجان. تقع السفارة في باكو وهي تهدف لتعزيز المصالح الألمانية في أذربيجان.

## وصلات خارجية
- قائمة سفارات ألمانيا
- قائمة السفارات في أذربيجان